# Mistro
En la metrología de la antigüedad clásica, mistro fue una medida para líquidos.
El nombre griego mystron significa cuchara e indica un empleo análogo al del cochlear, o sea para medir cantidades y dosis pequeñas, especialmente medicamentos.
La medida equivalía al doble del cochlear y a la mitad del ciato.
También se encuentran equivalencias diferentes, distinguiéndose un mega mystron, un mystron mikron o mikroteron, que debían proceder de antiguos sistemas egipcios introducidos en Grecia por los médicos alejandrinos.